# Amtsgericht Angerburg

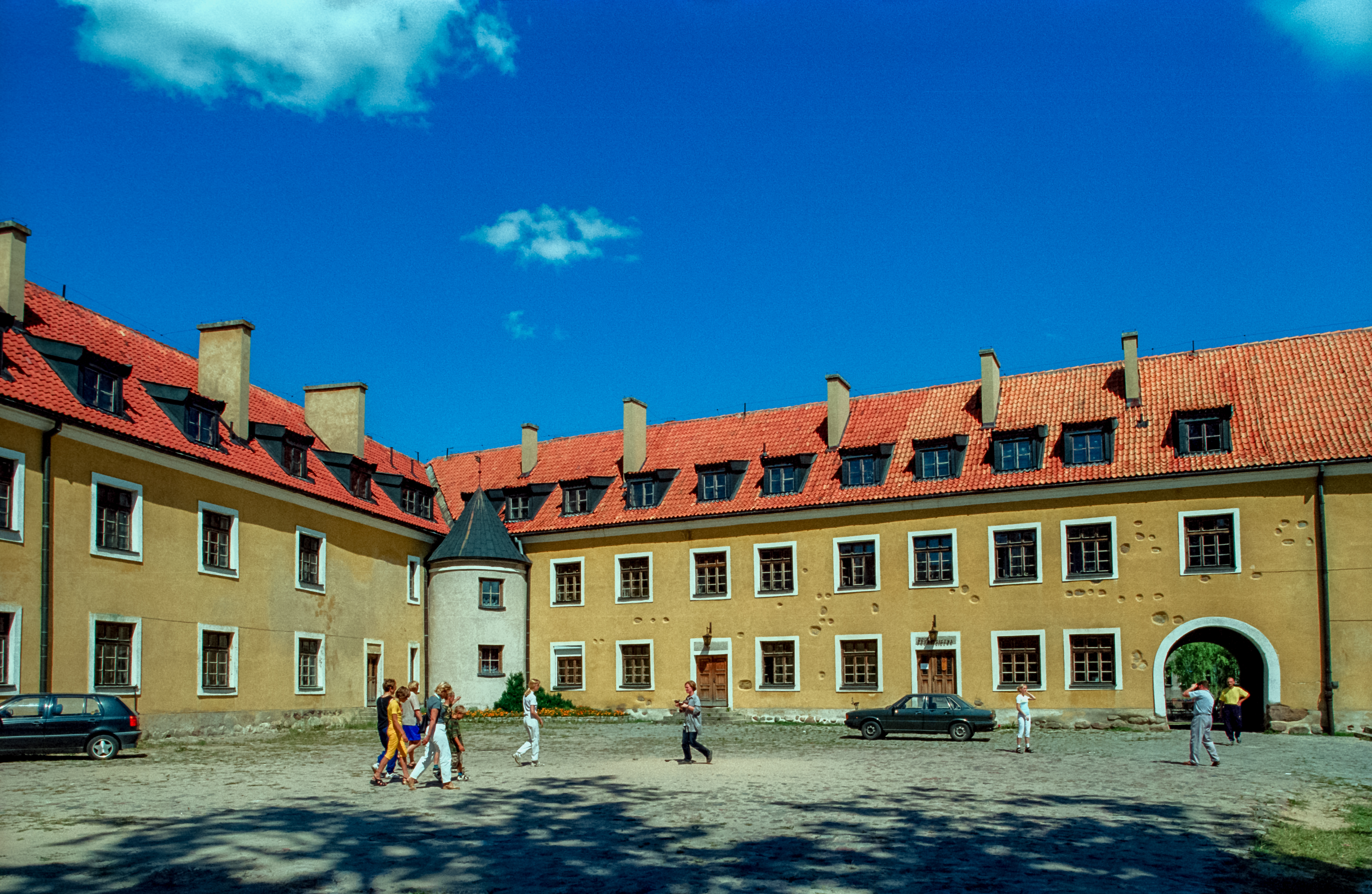
Schloss Angerburg, Sitz des Gerichtes (vor 2008)

Das Amtsgericht Angerburg war ein preußisches Amtsgericht mit Sitz in Angerburg, Ostpreußen.

## Geschichte
In Angerburg bestand bis 1849 das Land- und Stadtgericht Angerburg und danach das Kreisgericht Angerburg. Im Rahmen der Reichsjustizgesetze wurden die bestehenden Gerichte aufgehoben und einheitlich Amtsgerichte gebildet. Das königlich preußische Amtsgericht Angerburg wurde mit Wirkung zum 1. Oktober 1879 als eines von zehn Amtsgerichten im Bezirk des Landgerichtes Lyck im Bezirk des Oberlandesgerichtes Königsberg gebildet. Der Sitz des Gerichtes war Angerburg. Sein Gerichtsbezirk umfasste den Kreis Angerburg. Sitz des Gerichtes war Schloss Angerburg. Am Gericht bestanden 1880 drei Richterstellen. Das Amtsgericht war damit ein mittelgroßes Amtsgericht im Landgerichtsbezirk. Gerichtstage wurden in Bengheim und Kruglanken gehalten.
Im Jahre 1945 wurden der Amtsgerichtsbezirk unter polnische Verwaltung gestellt und die deutschen Einwohner vertrieben. Damit endete auch die Geschichte des Amtsgerichtes Angerburg.